# Вікторіанський живопис

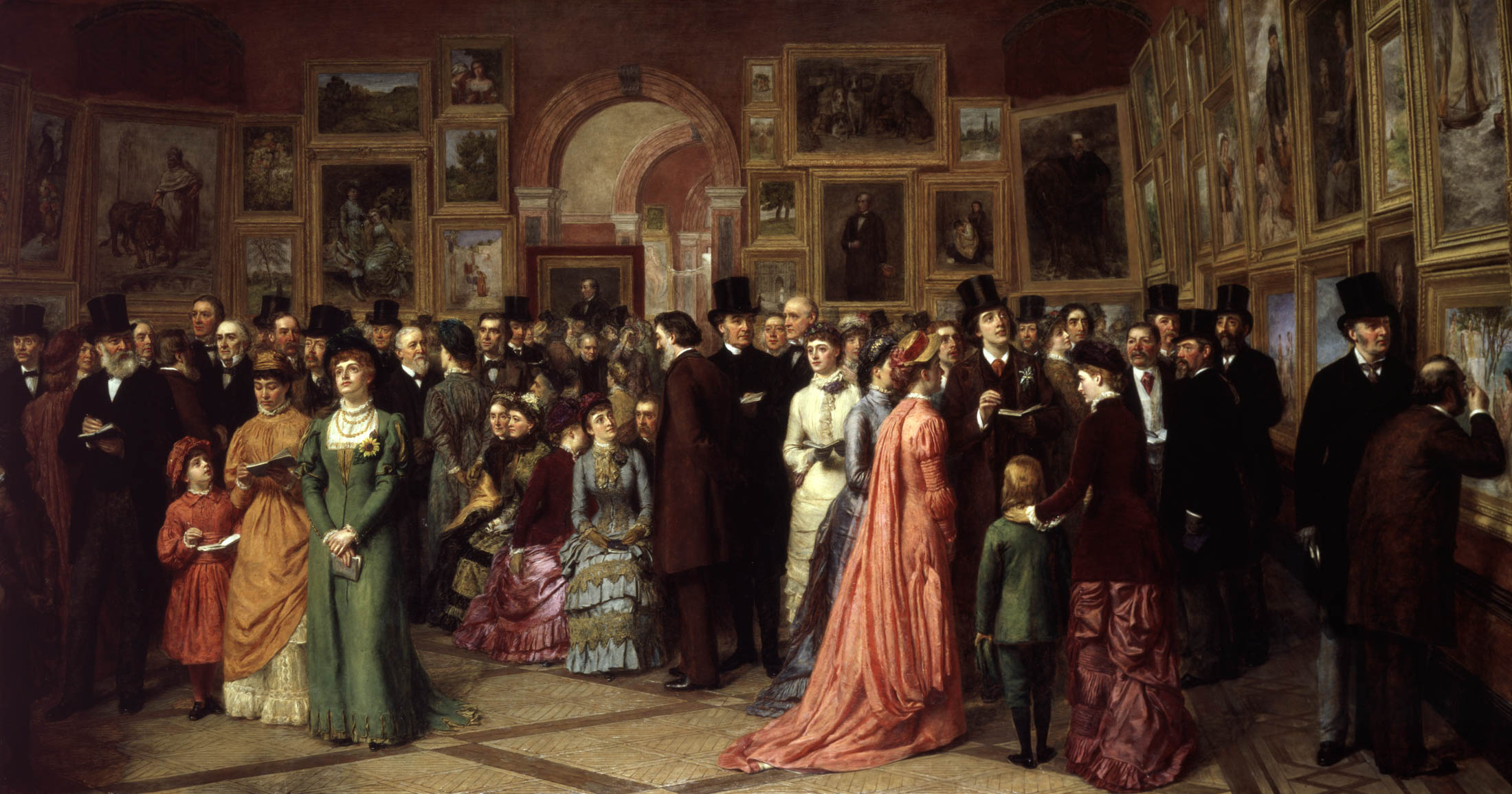
Приватний погляд на Королівську академію (1883), Вільям Пауелл Фріт (Note: A Private View satirises the aesthetic movement of the late 19th century. Oscar Wilde speaks on his theories of beauty to a crowd of admirers, while John Everett Millais and Anthony Trollope ignore him. Frith specialised in crowd scenes and literary illustrations and rejected Pre-Raphaelitism and the aesthetic movement, the two main artistic trends of English painting during Victoria's reign, making himself unpopular with many of his contemporaries. His career spanned the entire Victorian period, with his first public exhibit in 1838 and his last in 1902.)

Вікторіанський живопис відноситься до самобутніх стилів живопису у Сполученому Королівстві, що хронологічно пов'язаний з часами правління королеви Вікторії (1837–1901).
Перший період правління Вікторії характеризувався швидким промисловим розвитком, соціальними та політичними змінами, які зробили Сполучене Королівство однією з наймогутніших і передових держав світу. У перші роки її правління в живописі панувальне становище займала Королівська академія мистецтв, члени якої наслідувала теорії її першого президента, Джошуа Рейнольдса. Рейнольдс і академія перебували під сильним впливом італійського художника епохи Відродження Рафаеля, і вважали, що роль художника полягає в тому, щоб зробити тему своєї роботи якомога благороднішою та ідеалізованою. Варто зазначити, що цей підхід  був вдалим для художників доіндустріального періоду, де головними предметами художніх замовлень були портрети знаті, військові та історичні сцени. Коли Вікторія посіла престол, цей підхід став розглядатися як застарілий. Поява заможного середнього класу змінила ринок мистецтва, і покоління, яке виросло в індустріальну епоху, вірило у важливість точності й уваги до деталей, а також у те, що роль мистецтва — відображати світ, а не ідеалізувати його.
Наприкінці 1840-х і на початку 1850-х років, група молодих студентів з факультету мистецтва, створила Братство прерафаелітів, як реакцію проти ідей Королівської академії. Їхні роботи базувалися на тому, щоб якомога точніше малювати з натури, коли це було можливо, і коли вони малювали уявні сцени, гарантувати, що вони показали сцену якомога точніше, як вона виглядала б, а не спотворювали предмет картини, щоб вона виглядала благородною. Вони також вважали, що роль художника полягає в тому, щоб повчати моралі, і вибирали теми, які б сприйняли глядачі того часу як казки про мораль. Вони були особливо зачаровані нещодавніми науковими досягненнями, які, здається, спростовували біблійну хронологію, оскільки вони стосувалися уваги вчених до деталей і готовності кинути виклик їхнім власним існуючим віруванням. Хоча Братство прерафаелітів існувало відносно недовго, їхні доробки і надалі були дуже впливовими.
Франко-прусська війна 1870 року призвела до переїзду низки визначних французьких художників-імпресіоністів до Лондона, вони привезли з собою нові стилі живопису. У той же час серйозна економічна депресія та дедалі більше поширення механізації зробили британські міста ще більш неприємним місцем для життя, художники припинили акцентувати увагу на відображенні реальності. Нове покоління художників і письменників, відоме як естетичний рух, відчуло, що домінування в купівлі мистецтва малоосвіченим середнім класом і наголос прерафаелітів на відображенні реальності потворного світу призводять до зниження якості робіт. Зі свого боку естетичний рух зосереджувався на створенні об'єктів мистецтва, що зображують красу та благородні вчинки, як нагоду відволіктись від  напрочуд неприємності реальності. Оскільки якість життя у Британії продовжувала погіршуватися, багато художників звернулися до малювання сцен із доіндустріального минулого, тоді як багато художників у межах естетичного руху, незалежно від їхніх власних релігійних переконань, малювали релігійне мистецтво, оскільки це давало їм привід малювати ідеалізовані сцени та портрети та ігнорувати потворність і невизначеність тодішніх обставин.
Вікторіанська епоха закінчилася в 1901 році, на той час багато найвидатніших вікторіанських художників уже померли. На початку 20-го століття вікторіанські погляди та мистецтво стали вкрай непопулярними. Модерністський рух, який став домінувати в британському мистецтві, був взятий з європейських традицій і мало пов’язаний з британськими творами 19-го століття. Заголом вікторіанські художники  були надзвичайно ворожі до цих європейських традицій, художники-модерністи та критики в першій половині 20-го століття висміювали їх або просто ігнорували. У 1960-х роках деякі твори прерафаелітів повернулися в моду серед елементів контркультури 1960-х, які вважали їх попередниками тенденцій 1960-х. Серія виставок у 1960-х і 1970-х роках стала ще одим кроком, що відновив  їхню репутацію, а головна виставка робіт прерафаелітів у 1984 році стала однією з найбільш комерційно успішних виставок в історії Галереї Тейт. У той час як мистецтво прерафаелітів повернулося до популярності, вікторіанський живопис непрерафаелітів загалом залишається немодним, до того ж відсутність будь-яких значних колекцій у Сполучених Штатах обмежує ширші знання про нього.

#### Передумови

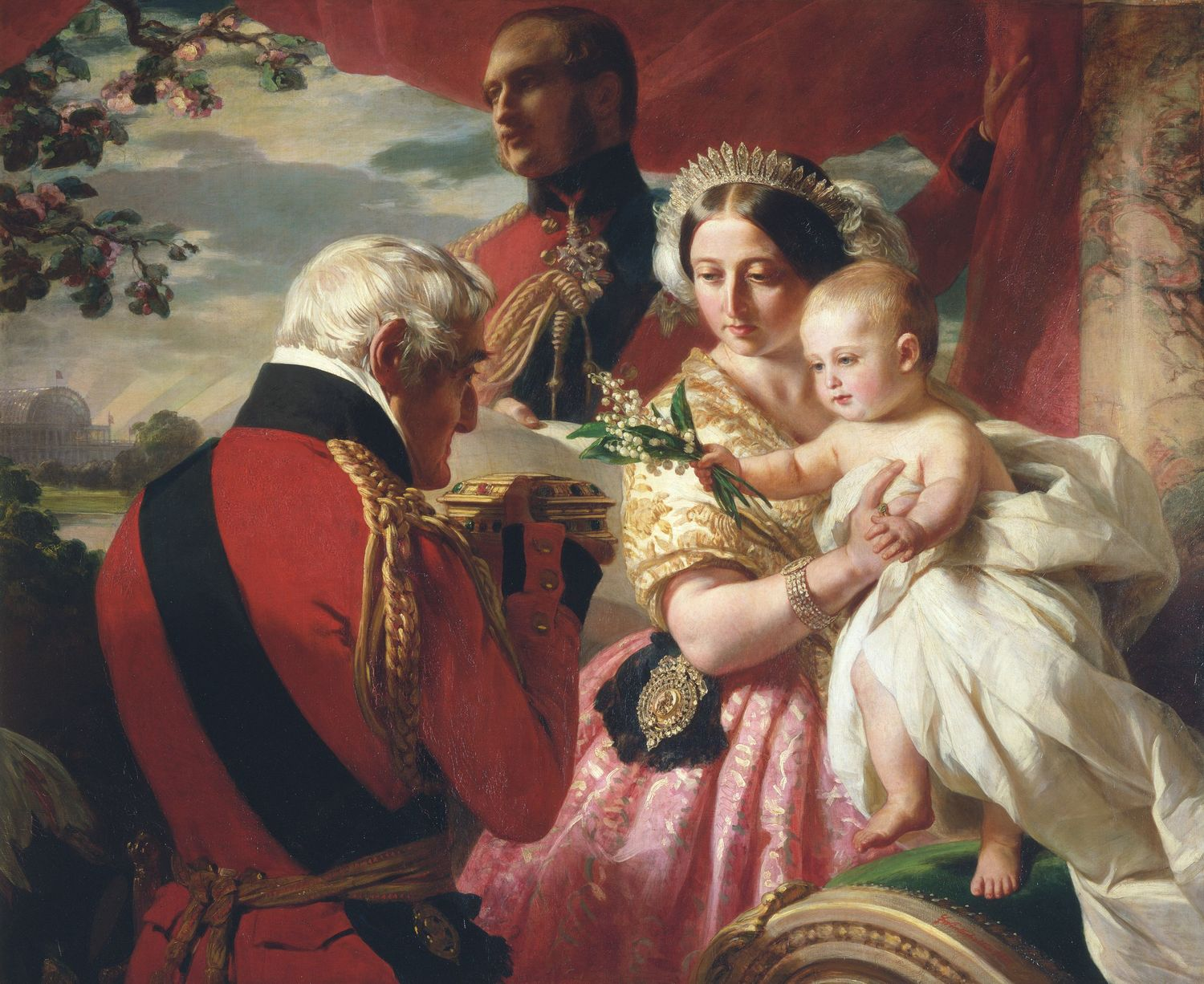
Перше травня 1851 року Франца Ксавера Вінтерхальтера мало символізувати епоху. Вінтерхальтер писав у манері, яку пропагував Джошуа Рейнольдс і ґрунтувався на стилі Рафаеля, в якому художник свідомо ідеалізує тему твору. На картині зображено 82-й день народження Артура Уеллслі, 1-го герцога Веллінгтона (народився 1 травня 1769 року), чиї військові перемоги, як вважалося, забезпечили стабільність і процвітання Сполученого Королівства, і який як прем’єр-міністр був присутній на відкритті Ліверпульсько-Манчестерської залізниці, яка на той час вважалася одним із ключових поворотних моментів промислової революції. Веллінгтон дарує шкатулку своєму хрещеному принцу Артуру, сьомій дитині Вікторії та Альберта (народився 1 травня 1850 року), на його перший день народження, а натомість отримує від Артура подарунок. (Note: Victoria's journal notes that while the infant Arthur did give Wellington a nosegay as shown, Wellington's gift for the prince was in fact a golden cup, not a casket.) Альберта відволікають від сцени сонце, що сходить над Кришталевим палацом, і Велика виставка, організована Альбертом, яка відкрилася 1 травня 1851 року і символізувала силу британських технологій та інновацій, а також віру в те, що технології будуть привести до великого майбутнього.

Коли 18-річна Александріна Вікторія успадкувала трон Сполученого Королівства Великої Британії та Ірландії як королева Вікторія в 1837 році, країна насолоджувалася непорушним миром після остаточної перемоги над Наполеоном у 1815 році. У 1832 році Представництво Народний акт (широко відомий як Закон про реформи) та його еквіваленти в Шотландії та Ірландії скасували багато корупційних практик британської політичної системи, нарешті країна отримала стабільний і відносно представницький уряд. Промислова революція тривала, і в 1838 році було відкрито Лондонську та Бірмінгемську залізниці, які з’єднали промислову північ Англії з містами та портами півдня; до 1850 року понад 10 000 кілометрів залізниць, і перетворення Британії на промислову наддержаву було завершено. Відчуваний тріумф технологій, прогресу та мирної торгівлі був відзначений у 1851 році на Великій виставці, організованій чоловіком Вікторії - Альбертом. Надалі цю виставку відвідували понад 40 000 людей щодня, щоб побачити понад 100 000 експонатів промисловості, сільського господарства та машинобудування.
Хоча в економіці Британії традиційно домінувала землевласницька аристократія в сільській місцевості, промислова революція та політичні реформи значно зменшили їхній вплив і створили бурхливий середній клас торговців, фабрикантів та інженерів у Лондоні та промислових містах півночі. Нові багатії, як правило, прагнули показати свій достаток через демонстрацію мистецтва і були достатньо заможні, щоб платити високі ціни за твори мистецтва, але мало цікавилися старими майстрами, натомість віддавали перевагу сучасним роботам місцевих художників. У 1844 році парламент визнав законними мистецькі спілки, які замовляли твори мистецтва відомих художників, оплачуючи їх за допомогою лотереї, в якій призом був готовий твір мистецтва; це не лише запропонувало вхід у світ мистецтва для людей, які, можливо, не мали змоги придбати важливу картину, але й стимулювало зростання ринку гравюр.

#### Рейнольдса та Королівська академія
Британський живопис перебував під сильним впливом Джошуа Рейнольдса (1723–1792), першого президента Королівської академії мистецтв, який вважав, що мета мистецтва полягає в тому, щоб «задумати і представити свої предмети в поетичній манері, не обмежуючись простою матерією або фактом», художники повинні прагнути наслідувати італійського художника епохи Відродження - Рафаеля, щоб їхні сюжети виглядали якомога ближче до досконалості. 

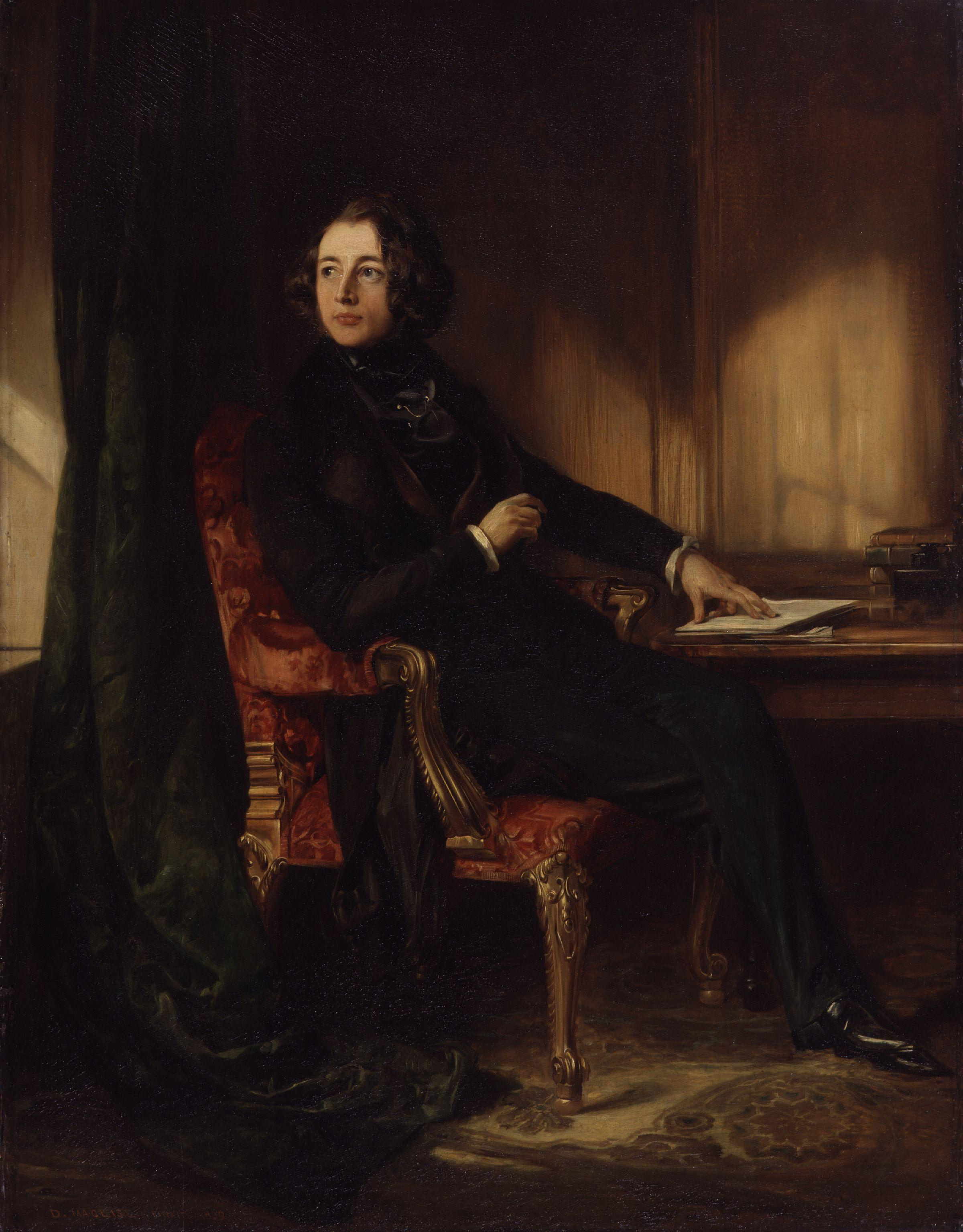
Чарльз Діккенс Деніел Маклайз (1839). Зосередженість Діккенса на відображенні реальності сучасного життя справила великий вплив на британських художників.

До моменту сходження Вікторії, Королівська академія домінувала в британському мистецтві, а щорічна літня виставка Королівської академії стала найважливішою подією у світі мистецтва. Королівська академія також контролювала престижні художні школи Королівської академії, де викладання було зосереджено на затверджених техніках. Живопис у стилі Рафаеля виявився прибутковим для художників, які служили дворянству, в першу чергу зацікавленому в сімейних портретах, військових сценах та сценах з історії, релігії та класичної міфології, але до моменту приходу Вікторії на престол став розглядатися, як глухий кут. Руйнування Будинку парламенту наприкінці 1834 року та подальші конкурси на відбір художників для оздоблення його заміни гостро звернули увагу на відсутність компетентних британських художників, здатних малювати на історичні та літературні теми, які на час вважалися найважливішою формою живопису. З 1841 року новий і дуже впливовий сатиричний журнал Punch все частіше висміював Королівську академію та сучасних британських художників.
Фундаментальна книга Джона Раскіна «Сучасні художники», перший том якої був опублікований у 1843 році, стверджувала, що мета мистецтва — представляти світ і дозволяти глядачеві формувати власну думку про предмет, а не ідеалізувати його. Раскін вважав, що лише максимально точно відбиваючи буття природи, митець може відобразити божественні якості в світі. Майбутнє покоління молодих художників, перших, хто виріс в індустріальну епоху, в якій точне відображення технічних деталей вважалося чеснотою і необхідністю, погодилося з цією точкою зору. У 1837 році Чарльз Діккенс почав публікувати романи, намагаючись показати реальність проблем сьогодення, а не минуле чи ідеалізоване теперішнє, його твори викликали велике захоплення багатьох художників підростаючого покоління.
У 1837 році художник Річард Дадд і група друзів сформували The Clique, групу художників, які відкинули традицію Академії історичних сюжетів і портретів на користь популістського жанрового живопису. Хоча більшість повернулася до Королівської Академії в 1840-х роках,  після ув'язнення Дедда, після вбивства ним 1843 року свого батька, вони були першою групою значущих митців, яка кинула виклик ідеям Королівської Академії.

#### Джозеф Меллорд Вільям Тернер
На момент приходу Вікторії на престол, найвизначнішим живим британським художником був Вілья Тернер. Тернер зробив собі ім’я наприкінці 18 століття серією добре оцінених пейзажних акварелей і виставив свою першу картину маслом у 1796 році. Протягом усього життя він був вірним союзником Королівської академії. Ба більше, у віці 27 років, в 1802 році, здобув звання королівського академіка. У 1837 році він пішов у відставку з посади професора перспективи в Королівській академії, а в 1840 році вперше зустрів Джона Раскіна. Перший том «Сучасних художників Раскіна» був захистом Тернера, стверджуючи, що велич Тернера розвивалася попри, а не через вплив Рейнольдса та, як наслідок, бажання ідеалізувати сюжети його картин.
До 1840-х років Тернер вийшов з моди. Незважаючи на те, що Рескін захищав свою роботу як «повну розшифровку всієї системи природи», Тернера (який до 1845 року став найстаршим академіком і заступником президента Королівської академії) побачили. молодшими митцями, щоб втілити пихатість і свавілля, і бути продуктом більш раннього, романтичного періоду, який не мав зв’язку з сучасністю.

#### Братство прерафаелітів

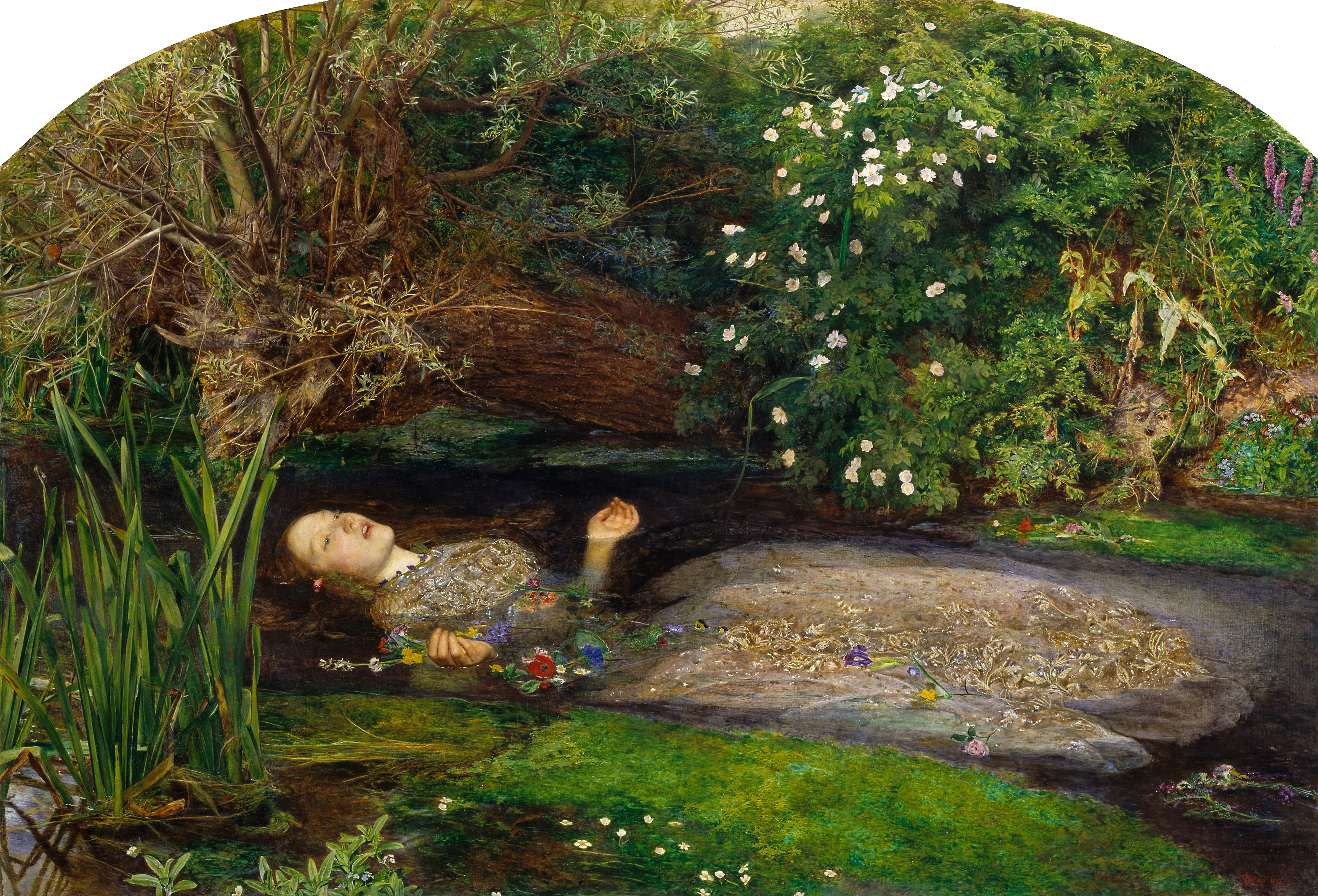
Офелія Мілле (1851–1852) ілюструє увагу Братства до деталей. Усі квіти, згадані у відповідній сцені з Гамлета, точно проілюстровані.

У 1848 році троє молодих студентів художніх шкіл Королівської академії: Вільям Холман Хант, Джон Еверетт Мілле та Данте Габріель Россетті, започаткували Братство прерафаелітів. Ці хлопці не приймали ідеї Джошуа Рейнольдса, мали іншу філософію, яка базувалася на тому, щоб працювати з натури якомога точніше, де це можливо, і коли потрібно було малювати з уяви, то була необхідність показати подію так, як вона, швидше за все, мала статися, а не в спосіб, який виглядав би найбільш привабливим або благородним.
Джерело їхнього натхнення були наукові виставки, бо вірили, що цей науковий підхід вже є  інструментом морального добра. Сильно опрацьовані деталі та увага до точності, свідчать про наполегливу працю та відданість їхнім картинам, і, таким чином, ілюструють чесноту роботи, на відміну від «вільного, безвідповідального поводження» з технікою старих майстрів або «зухвалі лінощі» імпресіонізму. Окрім цього, вони вважали, що обов’язком художника є обирати теми, які демонструють певний моральний урок. Так ранні роботи були відомі тим, що вони включали квіти, які добре відповідали їх меті. Квіти можна було використовувати майже в будь-якій сцені, їх можна було використати для передачі повідомлень популярною тоді мовою квітів, а точні ілюстрації до них засвідчували відданість художника науковій точності. 

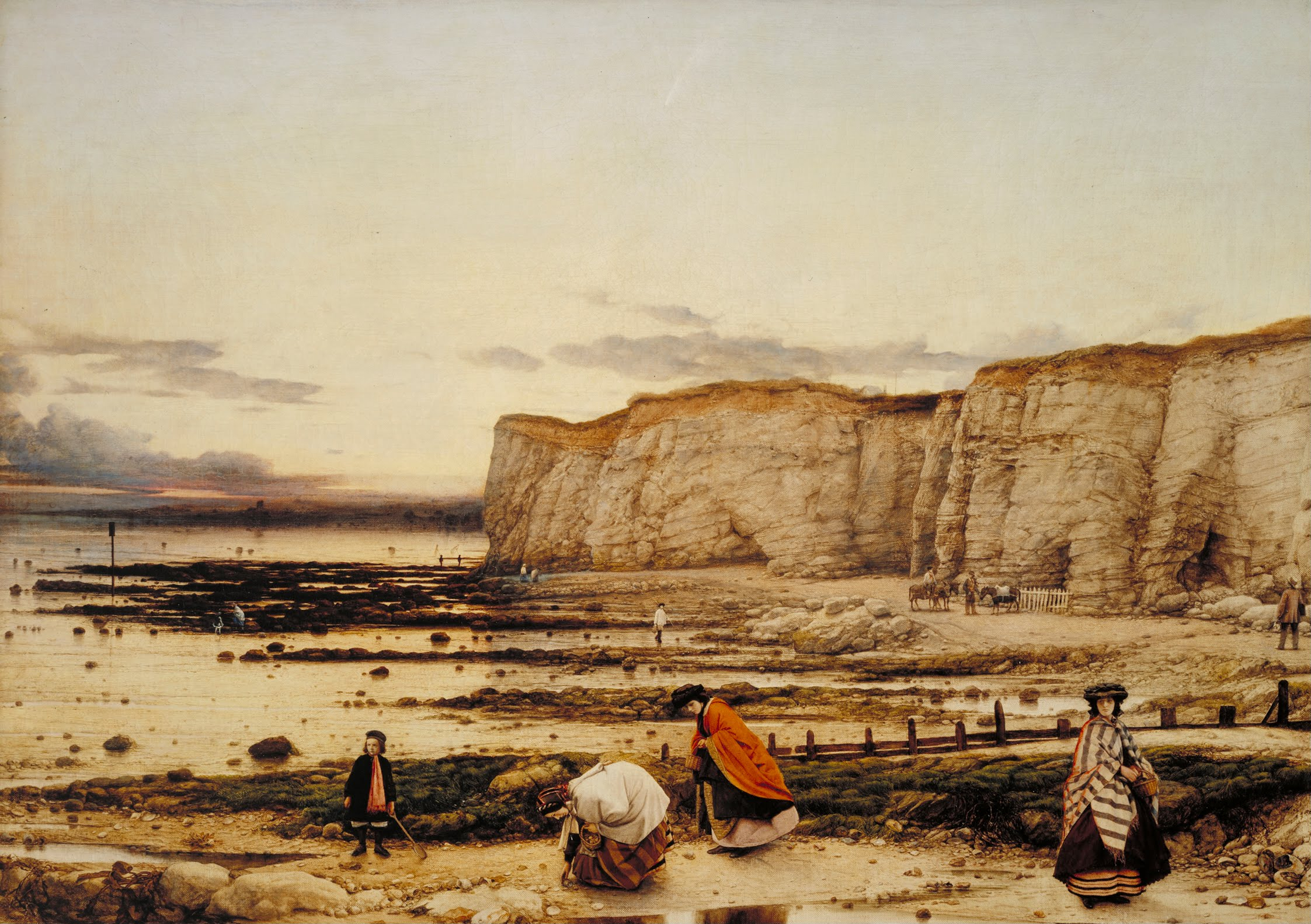
Затока Пеґвелл, Кент – спогади про 5 жовтня 1858 року показують комету Донаті, яку видно з затоки Пеґвелл, яка традиційно вважається місцем запровадження християнства в Англії та прибуття перших англосаксонських поселенців до Британії. Його надзвичайна увага до деталей і використання символізму, намальованого з науковою точністю, характерні для живопису прерафаелітів.

Вікторіанська доба характеризувалася швидким науковим прогресом і швидкою зміною ставлення до релігії, оскільки досягнення в геології, астрономії та хімії спростовували біблійну хронологію. Братство знайшло ці досягнення захоплюючими, тому що, вони ґрунтувалися на увазі до деталей і готовності поставити питання існуючим переконанням на основі фактів. Засновник, Вільям Холман Хант очолив революцію в англійському релігійному мистецтві, відвідав Святу Землю та вивчав археологічні докази, а також одяг і зовнішній вигляд місцевих жителів, щоб якомога точніше намалювати біблійні сцени.
До 1854 року прерафаеліти припинили своє існування, як організація, незважаючи на це,  їхній стиль продовжував домінувати в британському живописі.
Виставка творів прерафаелітів на Всесвітній виставці в Парижі 1855 року була добре сприйнята публікою.Виставку художніх скарбів 1857 року в Манчестері, на якій були представлені роботи сучасних художників поряд з 2000 роботами європейських майстрів, відвідало 1 300 000 відвідувачів, що ще більше підвищило обізнаність про сучасні стилі живопису.  У 1856 році колекціонер Джон Шипшенкс показав спільноті свою колекцію картин сучасного мистецтва, яка разом з експонатами Великої виставки у червні 1857 року утворила Музей Південного Кенсінгтона (пізніше розділений на Музей образотворчого мистецтва Вікторії та Альберта та Науковий музей техніки і технології виробництва).
У цей час живопис залишався галуззю, де домінували художники-чоловіки. У 1859 році 38 художниць розіслали всім королівським академікам петицію з проханням відкрити Академію для жінок. Пізніше того ж року Лаура Герфорд подала в Академію кваліфікаційний малюнок, підписаний просто «AL Herford»; коли Академія прийняла її, Академія прийняла її як свою першу студентку в 1860 році.  Школа образотворчого мистецтва Слейда, заснована в 1871 році, активно набирала студенток.

#### Любов, пристасть і краса

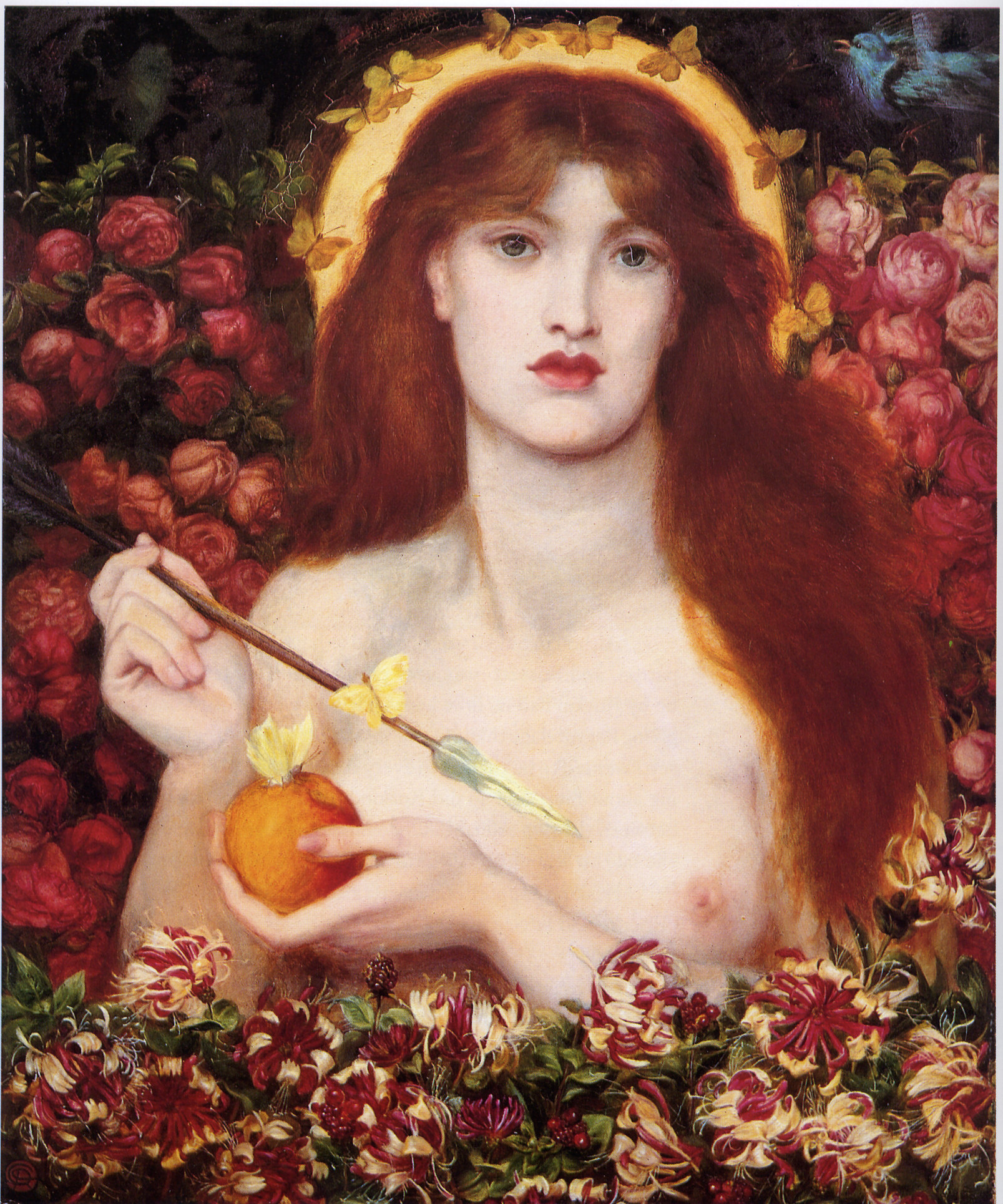
Venus Verticordia призвела до краху відносин між Данте Габріелем Россетті та Джоном Раскіном.

У 1860-х роках рух прерафаелітів розколовся, частина його прихильників відмовилася від суворого реалізму на користь поезії та привабливості. Особливо у випадку Россетті, це, як правило, втілювалося в картинах жінок.  Як і багато інших художників і письменників того часу, у міру того, як його релігійна віра слабшала, Россетті все більше сприймав любов, як найважливішу тему.
Цей рух до зображення наслідків кохання став явним у Венері Вертікордії («Венера, яка повертає серця»), намальованій Россетті в середині 1860-х років. Назва та тема походять із «Класичної бібліотеки» Джона Лемпрієра та посилаються на молитву до Венери, щоб вона відвернула серця римських жінок від розпусти та хтивості та повернула їх до скромності та чесноти. Навколо Венери троянди символізують любов, жимолость — пристасть, а птах — короткочасність людського життя. Вона тримає Золоте Яблуко Розбрату та стрілу Амура, які, як вважають, є посиланням на Троянську війну та руйнівність кохання.
Джон Раскін дуже не любив цю картину. Хоча зараз вважається, що його неприязнь до картини була викликана огидою до зображення оголеної жінки, він стверджував, що його проблеми з картиною були пов’язані із зображенням квітів, написав Россетті, щоб порадити йому, що «Вони були чудові для мене своїм реалізмом; жахливі — я не можу використати інше слово — своєю грубістю: демонструючи величезну силу, демонструючи певні умови несентиментальності, які лежать в основі всього, що ви зараз робите».  Вороже ставлення Раскіна до картини призвело до сварки між Раскіним і Россетті, і Россетті відійшов від думок прерафаелітів до нової доктрини мистецтва заради мистецтва, викладеної Елджерноном Чарльзом Суінберном.

#### Тварини

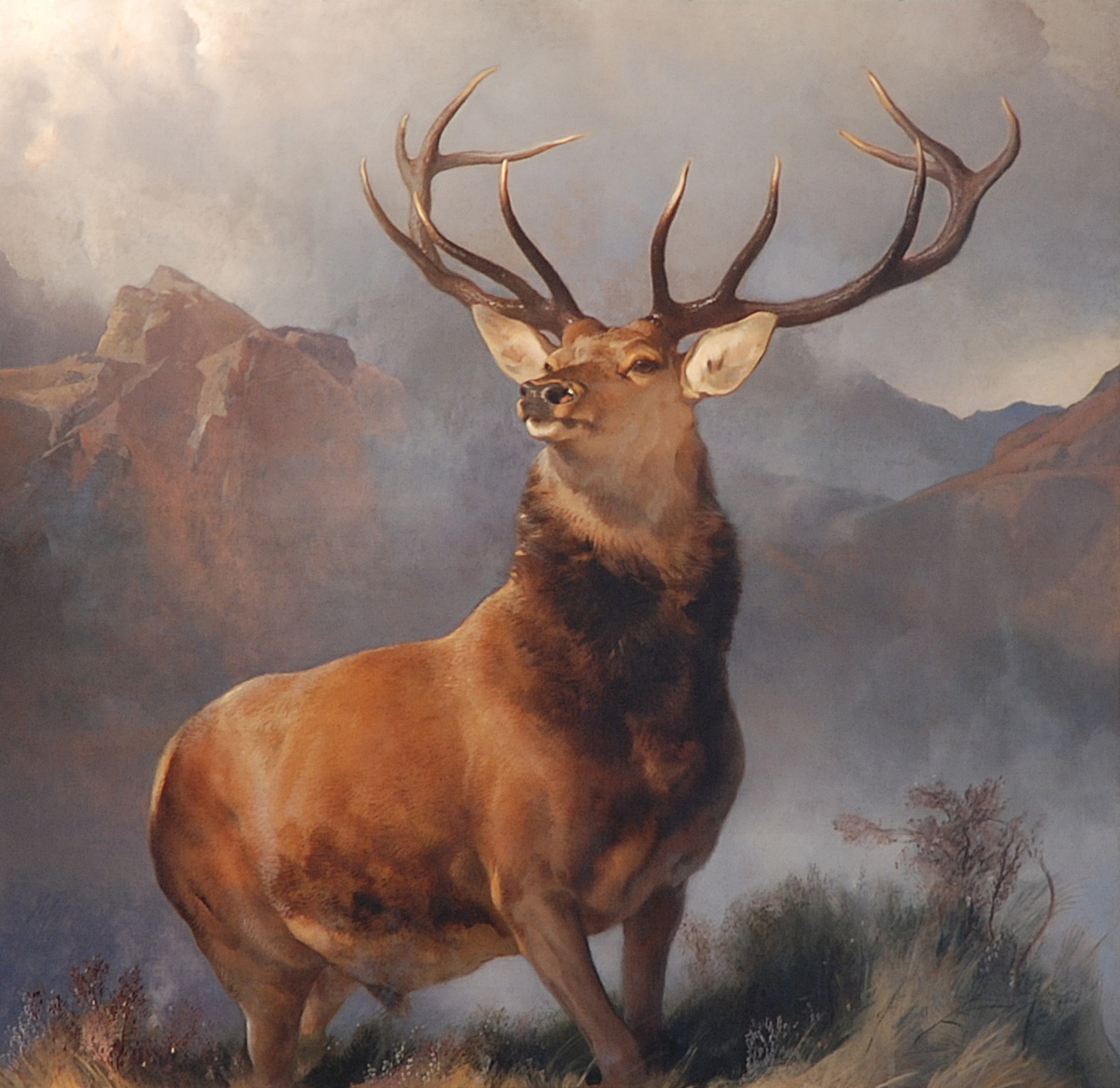
«Монарх із Глена» Ландсіра (1851) уособлює анімалістичний живопис 19-го століття.

З часів Джорджа Стаббса (1724–1806) Британія мала сильні традиції анімалістичного живопису, галузі, яка завоювала повагу завдяки висококваліфікованим анімалістичним картинам Джеймса Уорда початку 19-го століття. Селекційне розведення худоби, особливо собак, стало дуже популярним, що призвело до прибуткового ринку малюнків і картин тварин, які отримали нагороди. На початку 19-го століття Шотландське нагір'я пережило різке зростання популярності серед багатих британців, особливо через можливості, які вони пропонували для полювання. Зокрема, один художник, Едвін Ландсір (1802–1873), скористався можливістю, наданою бумом шотландських подорожей, вперше поїхав до Шотландії в 1824 році і повертався щороку, щоб полювати, стріляти, ловити рибу та робити ескізи. 

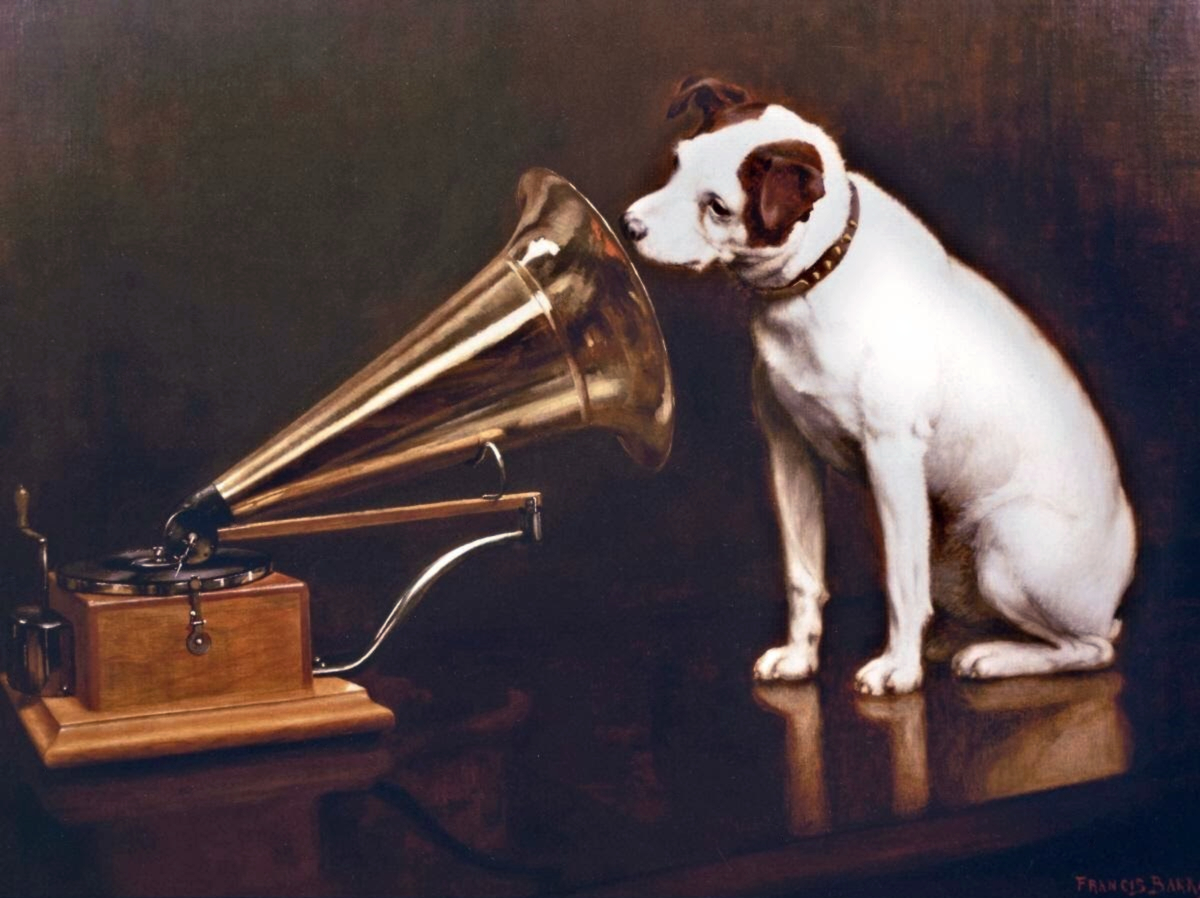
«Голос його господаря» Френсіса Барро (1898–1900) був відхилений Королівською академією, але був проданий Gramophone Company. Він залишається логотипом наступника Gramophone HMV Retail Ltd.

Ландсір став відомим завдяки своїм картинам із зображенням пейзажів, людей і особливо дикої природи Шотландії, аж до того, що його картини разом із романами сера Вальтера Скотта стали основним засобом, за допомогою якого люди в решті Сполученого Королівства приходили до картина Шотландія. Його роботи користувалися таким високим попитом, що права на гравіювання (право робити друковані копії твору) зазвичай продавалися щонайменше втричі або вчетверо дорожче від продажної вартості кожного твору, і це рідко коли його твір продавався менше ніж за 1000 фунтів стерлінгів.  У 1840 році Ландсір переніс приступ психічної хвороби та страждав від алкоголізму та психічних захворювань протягом усього життя, хоча він продовжував успішно працювати. Пізніше він став найбільш відомим як дизайнер бронзових левів біля основи колони Нельсона, відкритої в 1867 році.
Ландсір та інші анімалісти, такі як Брайтон Рів'єр, також стали відомими завдяки сентиментальним картинам собак. «Головний плакальник старого вівчаря» Лендсіра, на якому зображено вівчарку, що сидить біля труни, особливо високо оцінив Джон Раскін, який описав його як «зворушливу поему на полотні, яка, безсумнівно, викликала у багатьох міцні серця» грати жінку, зворушуючи її до сліз». Багато художників того періоду були завзятими мисливцями і визнавали як чисту монету те, що природа за своєю природою жорстока, і що навчитися приймати цю жорстокість є ознакою мужності.  У цьому контексті собаки, які виявляють емоції, були дуже популярною темою в часи швидкого занепаду релігійної віри, що свідчить про можливість шляхетності в природі, яка перевершує жорстокість і волю до життя як рушійну силу.

#### Естетичний рух

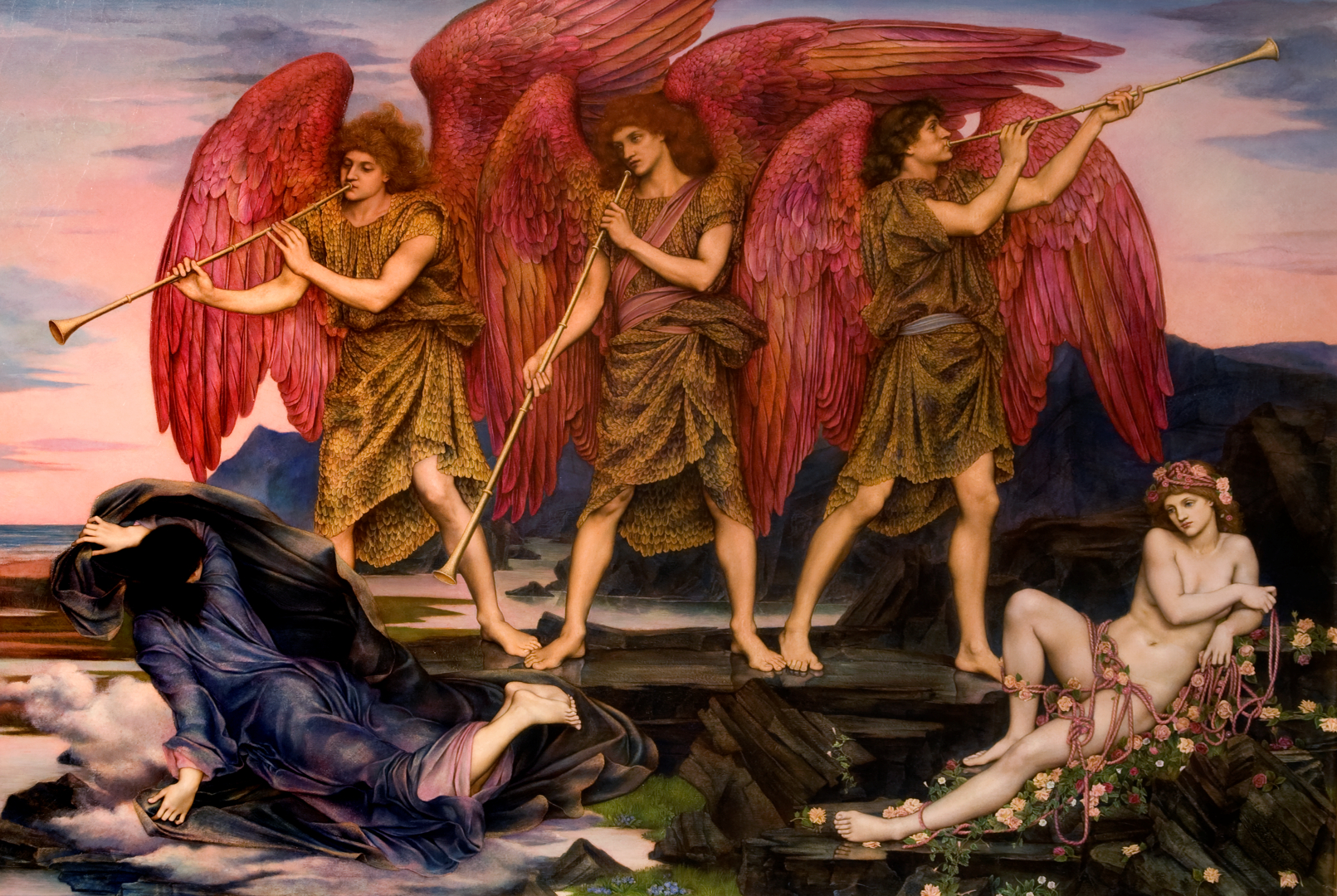
Тріумфальне сяйво (1886) Евелін Де Морган представляє тріумф світла над темрявою. Як і багато хто в той час, Де Морган втратила християнську віру, але зберегла глибоке почуття духовності. Цю картину протягом багатьох років хибно приписували Едварду Берн-Джонсу, і на ній стоїть його підроблений підпис.

У 1870-х роках "Довга депресія"  зруйнувала економіку та впевненість Британії, і дух прогресу, символізований Великою виставкою, почав зникати настільки, що в 1904 році Г. К. Честертон описав Кришталевий палац, як «храм забутого віровчення».  Митці, що почанати свою діяльність, як от - Джордж Фредерік Воттс, скаржилися, що дедалі більший механізм повсякденного життя та важливість матеріального добробуту для все більш домінуючого середнього класу Великобританії робили сучасне життя дедалі бездушнішим.
Франко-прусська війна 1870 року змусила велику кількість французьких художників, таких як Клод Моне та Каміль Піссарро, переїхати до Лондона, показали нові стилі живопису. Мистецтвознавець Уолтер Патер «Відродження», опублікований у 1873 році, спричинив негативну реакцію на прерафаелітизм, стверджуючи, що єдиний гідний спосіб вести своє життя — це гонитва за задоволеннями та любов до мистецтва та краси для заради себе. 

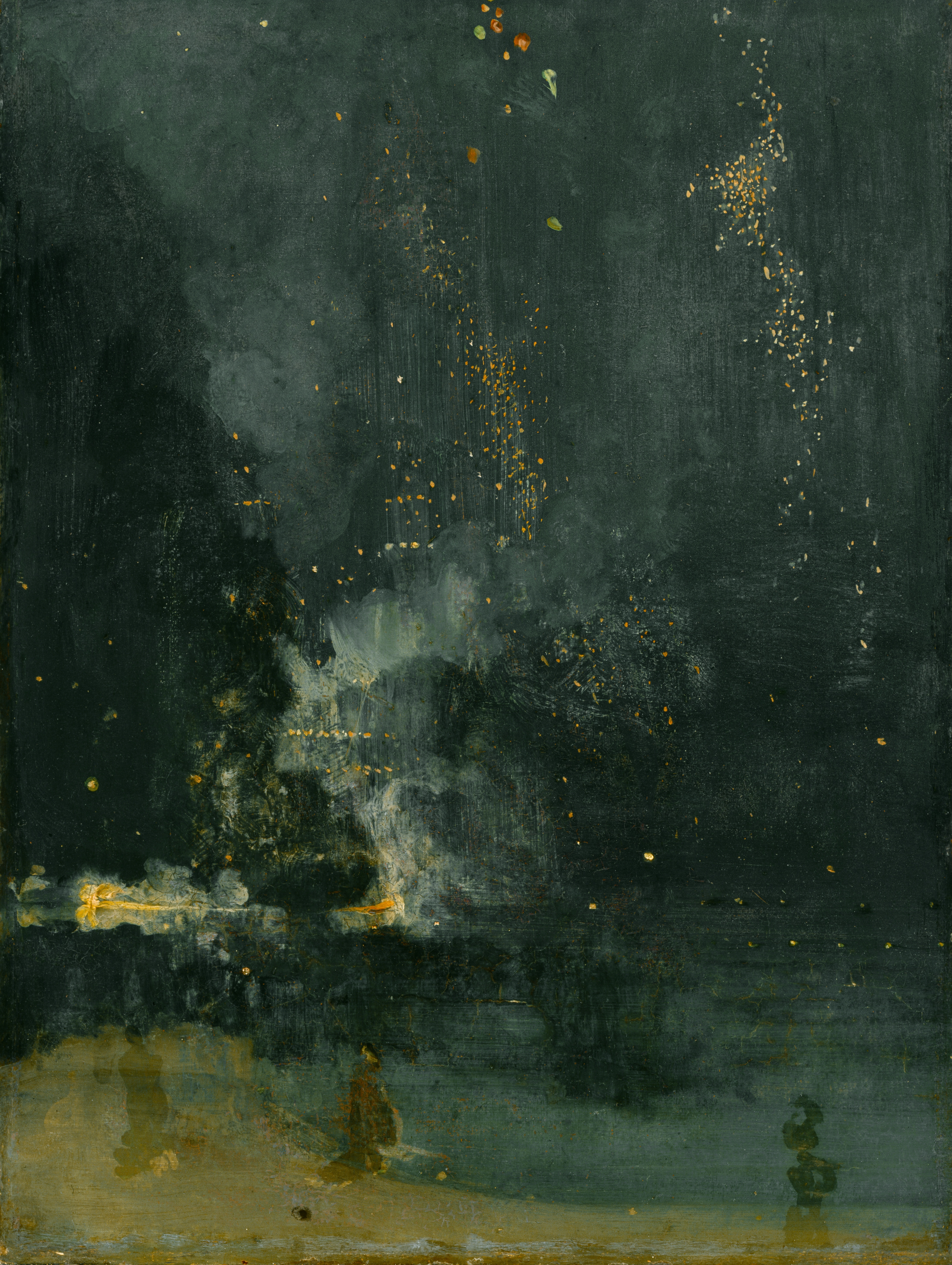
Чорно-золотий ноктюрн – Падаюча ракета та інші естетичні картини були суперечливим відходом від попередніх англійських традицій.

На цьому тлі нове покоління художників, таких як Фредерік Лейтон і Джеймс Ебботт Макніл Вістлер, відійшло від традицій оповіді та моралізаторства, малюючи твори, призначені для естетичної привабливості, а не для їхньої розповіді чи теми. Вістлер зневажливо ставився до одержимості прерафаелітів точністю та реалізмом, скаржачись, що їхня аудиторія виробила «звичку дивитися не на картину, а крізь неї». Прерафаеліти та їхні прибічники, що залишилися, рішуче протестували проти цього нового стилю мистецтва, як, зокрема, і Королівська академія, що спонукало сера Куттса Ліндсея створити галерею Гросвенор у 1877 році, щоб показати роботи художників, яких не помітила Королівська академія.
Справа досягла апогею в 1877 році, коли Джон Раскін відвідав виставку картин «Ноктюрн» Вістлера в галереї Гросвенор. Він писав про картину «Ноктюрн у чорному та золотому – Падаюча ракета», що Вістлер «просив двісті гіней за те, щоб жбурнути горщиком фарби в обличчя публіки». Вістлер подав до суду за наклеп, і справа дійшла до суду в 1878 році. Суддя у справі викликав сміх у суді, коли, посилаючись на  «Ноктюрн у чорному та золотому – Падаюча ракета», він запитав Вістлера: «Яка частина картини є мостом?»; справа закінчилася тим, що Вістлеру було присуджено символічне відшкодування збитків у розмірі одного фартингу, що,до речі, остаточно призвело його до банкрутства.
Естетичний рух, як стали називати Патера та його наступників, набував більшої популярності; прибічниками були Вістлер і Оскар Уайльд, і до своєї смерті в 1883 році колишній прерафаеліт Данте Габріель Россетті, також його популяризувала серед публіки, успішна комічна опера Гілберта і Саллівана «Терпіння». Члени руху вважали, що зростання середнього класу покупців мистецтва в Бірмінгемі та Манчестері, достатньо багатих, щоб купувати мистецтво, але недостатньо освічених, щоб демонструвати гарний смак, призвело до зниження якості британського мистецтва.  У поєднанні з цим вони вважали, що оскільки індустріалізація та капіталізм робили світ дедалі непривабливішим, наголос художників-прерафаелітів і тих, хто перебував під їхнім впливом, на якомога точнішому відображенні реальності природно веде до втрати краси в мистецтві. Отже, митці естетичного руху вбачали завдання митця в тому, щоб відволікти своїх глядачів, читачів і слухачів від потворності реальності, намагатися підкреслити красу світу та благородство добрих справ, навіть якщо художники самі вже не вірили в таке.
Обрання Фредеріка Лейтона президентом Королівської академії у 1878 році певною мірою загоїло розрив у британському світі мистецтва, бо Лейтон намагався забезпечити, щоб літня виставка була відкритою для молодих художників і художників, які працюють у нові стилі. 

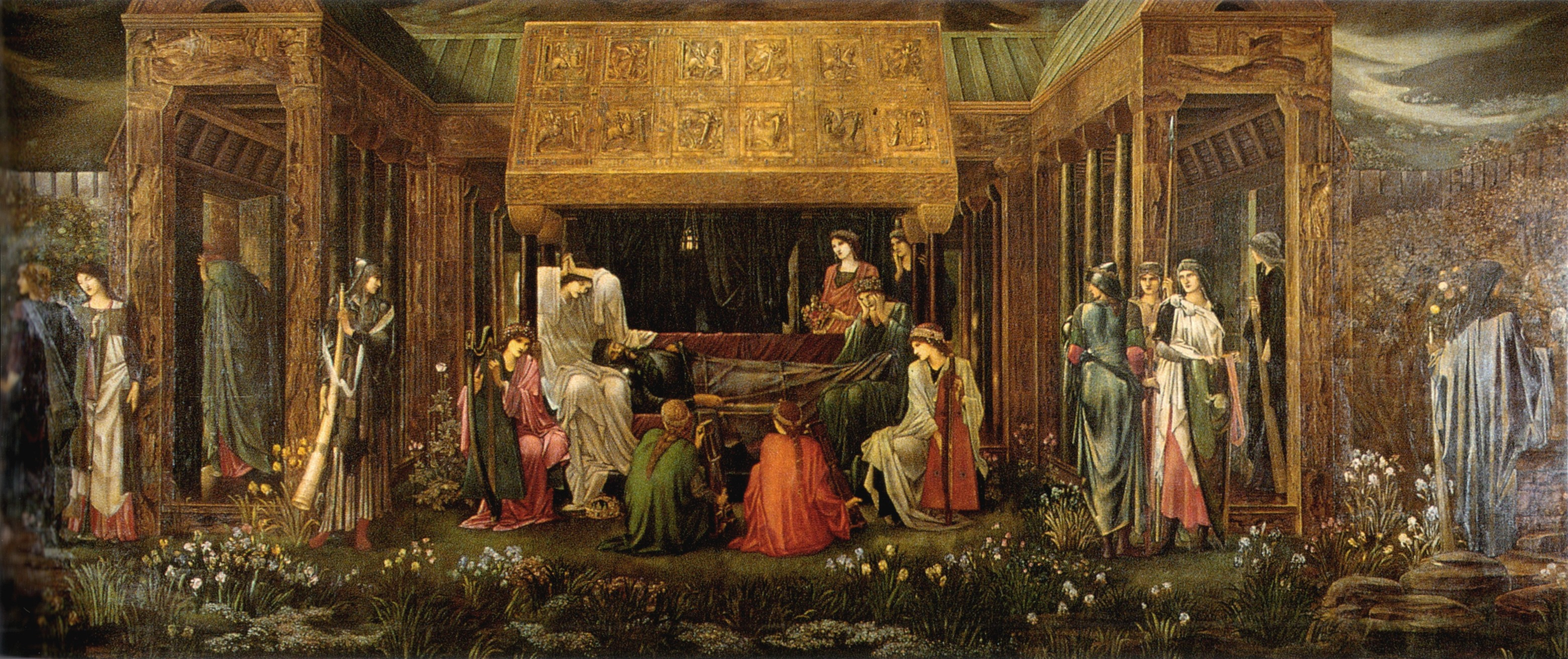
Едвард Берн-Джонс захистив порожні вирази скорботних у «Останньому сні Артура в Авалоні» (1881–98), сказавши, що «трохи більше виразу, і вони не будуть ані королевами, ані таємницями, ані символами».

Художники естетичного руху пишалися своєю відстороненістю від реальності, працювали в студіях і нечасто комунікували з публікою.  Подібним чином об’єкти їхніх картин не були рухливими; людські фігури зазвичай стоять, сидять або лежать нерухомо, як правило, з порожнім виразом обличчя.

#### Класичне відродження
У міру того, як століття прогресувало, а поєднання механізації, економічного занепаду, політичного хаосу та релігійної віри, робило Британію  неприємнішим місцем для життя, населення все більше починало озиратися на доіндустріальні часи, як на золотий вік. Як частина цієї тенденції, митці стали тяжіти до доіндустріальних предметів і технік, а покупці мистецтва особливо тяжіли до митців, які могли встановити зв’язок між сьогоденням та цими ідеалізованими часами, такими як Середньовіччя, яке розглядалося як період в якому почалися ключові інститути сучасної Британії і який був популяризований в уяві публіки завдяки романам сера Вальтера Скотта. 

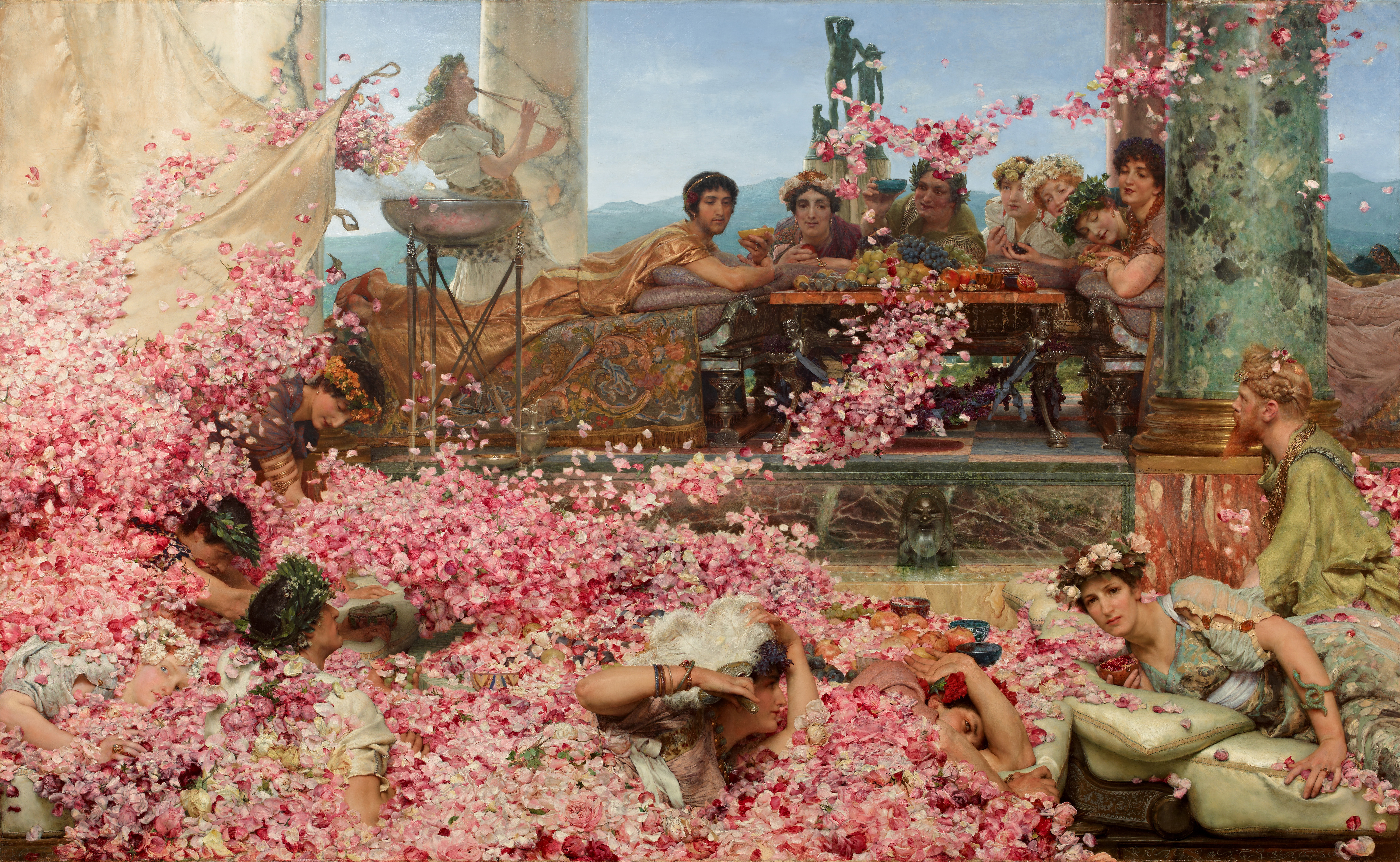
«Троянди Геліогабала» (1888) Лоуренса Альма-Тадема показує імператора Геліогабала (правління у 218–222 рр.), який душить гостей під пелюстками троянд і був частиною основної тенденції до малювання історичних сцен.

На цьому тлі виникла велика мода на картини на середньовічні теми, зокрема легенди про Артура та релігійні теми. Багато з найвидатніших художників того періоду, особливо з естетичного руху, вирішили працювати над такими темами, незважаючи на відсутність у них релігійної віри, оскільки це давало законний привід малювати ідеалізовані фігури та сцени та уникати відображення реальності індустріальної Британії. Едвард Берн-Джонс, який, не наслідував християнську віру, був найзначнішим художником релігійних зображень того періоду, сказав Оскару Уайлду, що «чим більше матеріалістичною стає наука, тим більше ангелів я буду малювати». Інші художники малювали різні періоди ідеалізованого минулого; Лоуренс Альма-Тадема малював сцени Стародавнього Риму, колишній прерафаеліт,  Джон Еверетт Мілле почав малювати в стилі художників періоду, що безпосередньо передував промисловій революції, таких як Джошуа Рейнольдс і Томас Гейнсборо  та Фредерік Лейтон спеціалізувався на дуже ідеалізованих сценах Стародавньої Греції.
Хоча в британській історії існувала мода на історичні картини, мода наприкінці 19-го століття була унікальною. У попередніх відродженнях, починаючи від епохи Відродження до кінця 18-го століття, античний світ символізував велич, динамізм і мужність. Навпаки, естетичний рух та їхні послідовники прагнули наслідувати найбільш пасивні (і загалом жіночі) твори класичного світу, такі як Венера Мілоська. Художники цього періоду підкреслювали пасивність і внутрішній драматизм, а не динамізм, який спостерігався в попередніх роботах, що зображували класичний світ. Вони також, знову ж таки, на відміну від попередніх класичних відроджень, працювали переважно в яскравих кольорах, а не намагалися запропонувати яскравий, але похмурий вигляд класичної кам'яної кладки.
Не всі представники естетичного руху погоджувалися з негативною реакцією на сьогодення на користь ідеалізованого минулого. Вістлер, зокрема, різко відгукнувся про таку точку зору, відкинувши це почуття як «це підняття брови в приниженні сьогодення — цей пафос у відношенні до минулого».

#### Французький вплив і розквіт художніх колоній

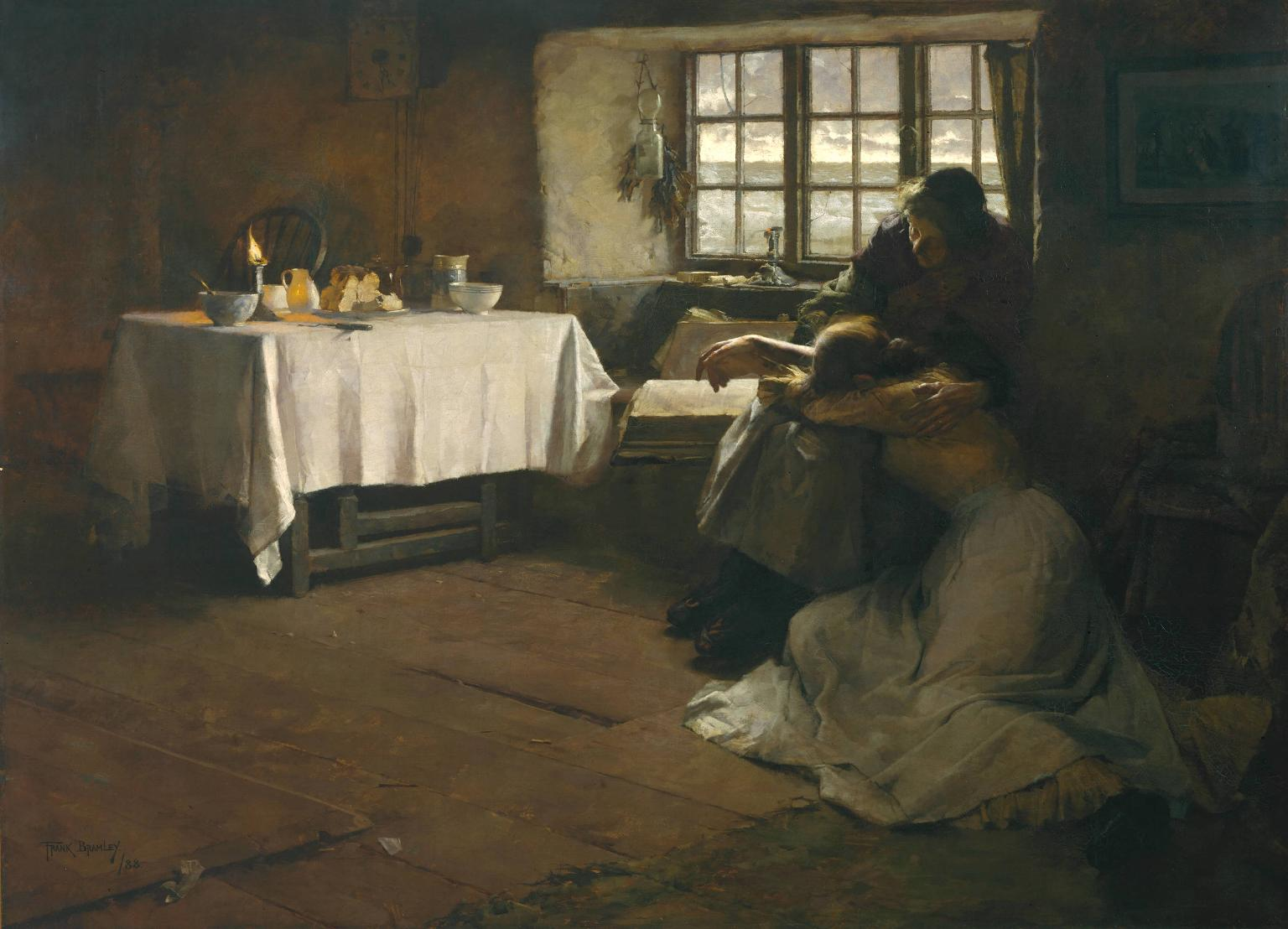
Безнадійний світанок Френка Бремлі був намальований у школі Ньюлін, художній колонії в Ньюліні, Корнуолл. Дружина і мати рибалки разом плачуть над Біблією, усвідомлюючи, що він загубився в морі.

Навіть серед художників, які не малювали картини минулого, вплив негативної реакції на сучасність часто давав відчутний ефект. У пейзажному живописі, зокрема, художники загалом відмовилися від зусиль малювати реалістичні зображення краєвидів і натомість зосередилися на ефектах освітлення та на захопленні елементів доіндустріальної сільської місцевості, які, на їхню думку, могли бути знищені. Сільські сцени та зображення сільських жителів (фермерів і рибалок та їхніх сімей) стали дуже популярною темою як у Британії, так і в усій Європі, що розвивається індустріалізацію. Мистецькі колонії почали відкриватися в місцях, які вважалися особливо мальовничими, дозволяючи митцям і студентам працювати в сільській місцевості та зустрічатися зі справжніми жителями країни, залишаючись у компанії однодумців.
Найвпливовішою з цих колоній була школа Ньюлін у західному Корнуоллі, яка перебувала під сильним впливом стилю Жуля Бастьєна-Лепажа, в якому окремі мазки залишаються видимими, що наводить на думку про грубу простоту ідеалізованого сільського життя. Техніки, запроваджені Школою Ньюліна та іншими подібними стилями французького імпресіонізму, такими як стилі Едгара Дега, були в свою чергу використані художниками в інших країнах країни, такими як Волтер Сікерт, тоді як Джон Вільям Вотергаус об’єднав фони, намальовані в стилі Бастьєна-Лепажа. із зображеннями прерафаелітів історичних і класичних легенд.
Попереднє покоління художників сприйняло таке поширення французької техніки з глибоким скептицизмом. Британські художники історично пишалися тим, що кожен з них мав чіткий і легко впізнаваний стиль, і вважали французьких художників і художників під впливом Франції надмірно схожими один на одного за стилем, і, як сказав Джон Еверетт Мілле, «задоволені втратою своєї ідентичності в наслідуванні своїх французьких господарів». Джордж Фредерік Воттс бачив зростання французького стилю як відображення зростаючої культури ліні в Британії загалом, тоді як Вільям Холман Хант був стурбований відсутністю значущості сюжетів картин.  Незважаючи на реформи Лейтона в Королівській академії, Літня виставка залишалася в основному закритою для цих художників, що призвело до заснування в 1886 році Нового англійського мистецького клубу як виставкового простору в Лондоні для художників під впливом Франції. Клуб нового англійського мистецтва, у свою чергу, зазнав розколу в 1889 році між тими художниками, які малювали сільське життя та природу, та фракцією на чолі з Уолтером Сікертом, які відчували, що на них більше вплинули імпресіонізм та експериментальні техніки.

#### Спадщина

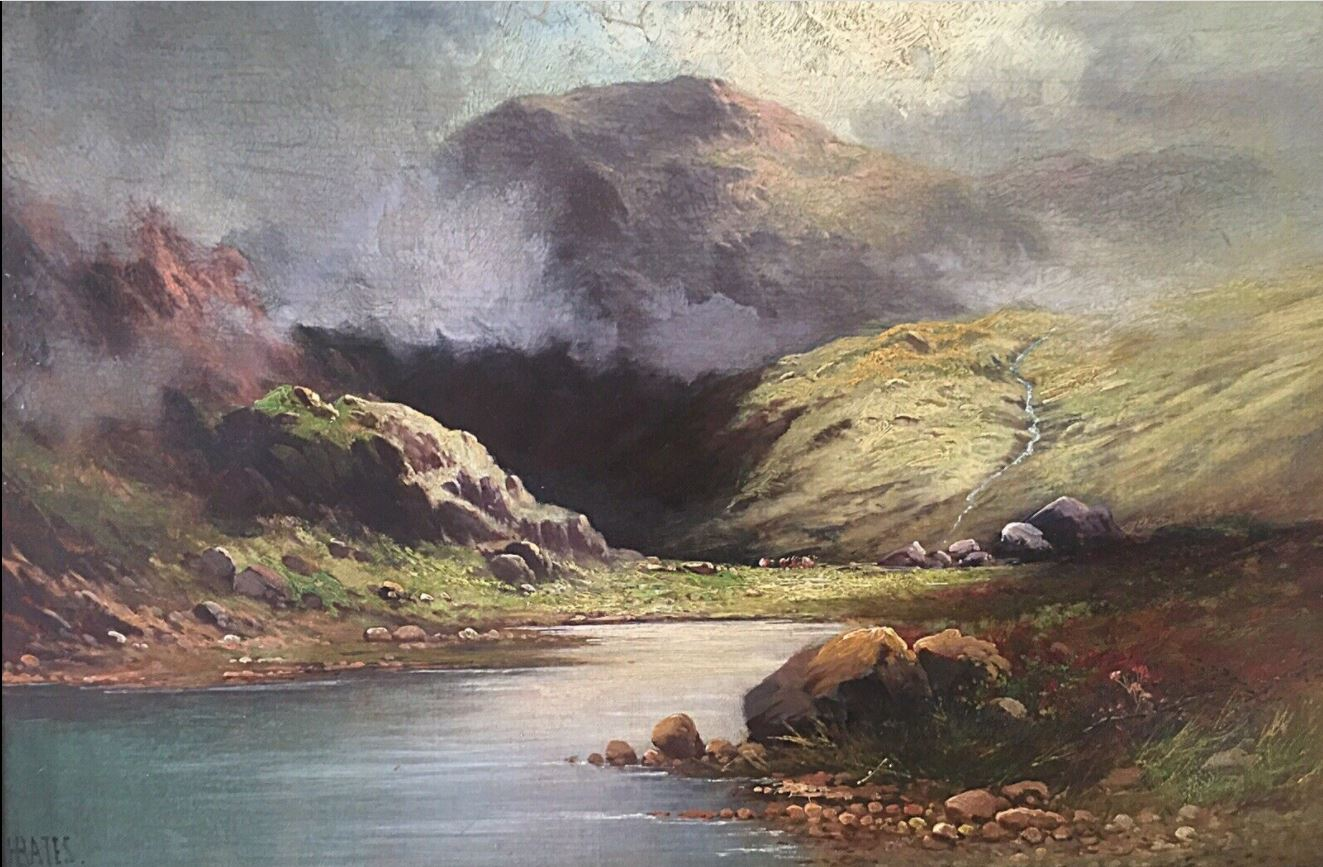
«Шотландське нагір’я» Генрі Бейтса Джоела 1890-х років; пізньоромантичне стилізоване трактування природи, типове для вікторіанського живопису.

Відкриття галереї Тейт у 1897 році, відкритої для демонстрації колекції вікторіанського мистецтва торговця цукром сера Генрі Тейта, стало останнім тріумфом вікторіанського живопису. Лейтон і Міллес померли минулого року; Берн-Джонс помер у 1898 році, за ним Раскін у 1900 році та сама Вікторія у 1901 році.
У 1910-х роках вікторіанський стиль мистецтва та літератури різко вийшов з моди в Британії, і до 1915 року слово «вікторіанський» стало принизливим терміном. Багато людей звинувачували у вибуху Першої світової війни, яка спустошила Британію та Європу, спадщину Вікторіанської доби, а мистецтво та література, пов’язані з цим періодом, стали дуже непопулярними. Видатні вікторіанці Літтона Стрейчі (1918) і Россетті та його коло Макса Бірбома (1922), обидва надзвичайно успішні та впливові, принесли пародію на вікторіанську добу та вікторіанських митців у літературний мейнстрім, тоді як дедалі впливовіший рух модернізму, який став домінувати в британському мистецтві у 20-го столітті, черпав своє натхнення з Поля Сезанна та мав мало уваги до британського живопису 19-го століття. 

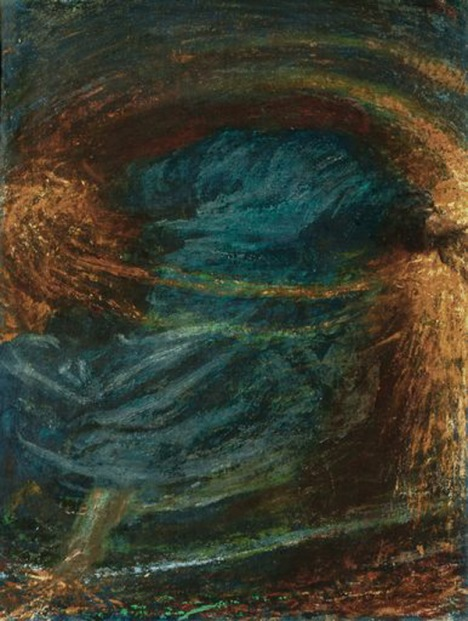
«Сіяч систем» Г. Ф. Уоттса (1902) провіщав модернізм і абстракцію, які незабаром зметуть вікторіанське мистецтво.

Протягом 20-го століття творчість французьких імпресіоністів і постімпресіоністів 19-го століття зростала в ціні та важливості. Оскільки прерафаеліти та члени естетичного руху, які між собою домінували у вікторіанському живописі, об’єдналися наприкінці 19-го століття, засудивши вплив Франції та уявну лінь і незначність імпресіонізму та постімпресіонізму, їх глузували чи відкидалися багатьма художниками-модерністами та критиками в першій половині 20 століття.
У 1940-х роках Вільям Ґонт «Трагедія прерафаелітів» у поєднанні із загальним бажанням під час війни відзначати досягнення британської культури призвели до відродження інтересу до вікторіанського мистецтва. Кілька великих британських музеїв провели заходи та виставки в 1948 році, щоб відзначити сторіччя Братства прерафаелітів, але модні мистецтвознавці, такі як Віндем Льюїс, висміювали, як показовий несмак. 

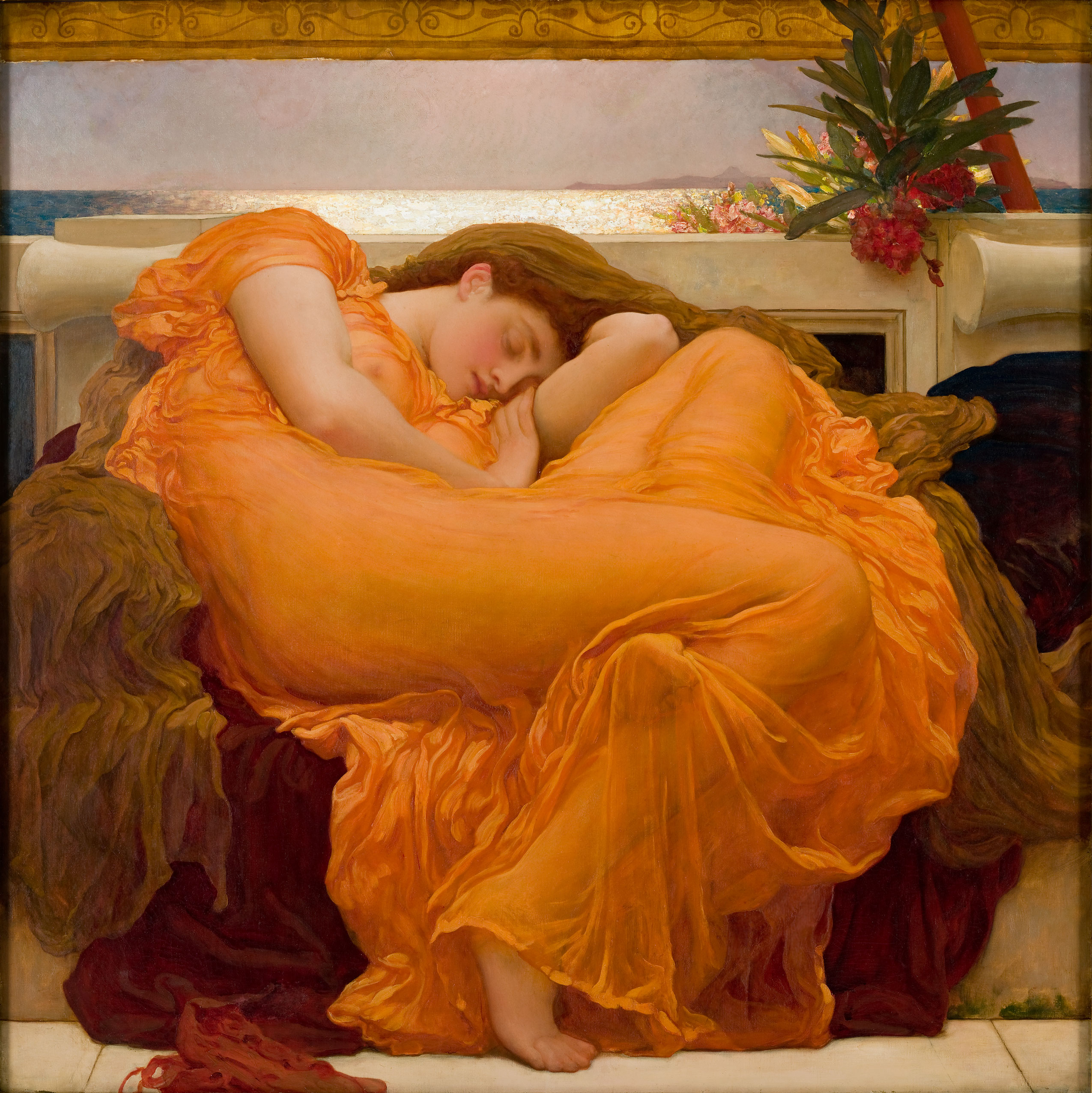
У 1963 році Flaming June оцінили всього в 50 фунтів.

Велика виставка в 1951–1952 роках у Королівській академії мистецтв « Перші сто років Королівської академії 1769–1868» представила низку британських робіт XIX століття ширшій аудиторії, але загальна думка про вікторіанське мистецтво залишався низьким.
У 1960-х роках деякі аспекти вікторіанського мистецтва стали популярними в контркультурі 1960-х років, оскільки прерафаелітизм, зокрема, почав розглядатися як попередник поп-арту та інших сучасних тенденцій. Серія виставок про окремих прерафаелітів і митців під впливом прерафаелітів у 1960-х і 1970-х роках ще більше підвищила їхню репутацію, а велика виставка 1984 року в тодішній галереї Тейт (нині Тейт Британія), демонструючи весь до Рафаелітівський рух був однією з найбільш комерційно успішних виставок в історії галереї.
Вікторіанське мистецтво непрерафаелітів переважно залишалося немодним. У 1963 році «Палаючий червень», одна з найвизначніших серед класицистичних робіт сера Фредеріка Лейтона, вийшла на лондонський ринок лише за 50 фунтів стерлінгів (приблизно 1,100 фунтів стерлінгів у сьогоднішньому вимірі) і ще в 1967 році історик мистецтва Квентін Белл дозволив собі написати, що вікторіанське мистецтво було «естетично і тому історично незначним».  Хоча вікторіанське мистецтво непрерафаелітів у наступні роки пережило невелике відродження, воно залишається немодним, а відсутність будь-яких значних колекцій у Сполучених Штатах стримувала глобальний інтерес до цієї теми.

## Уточнення
1. ↑  A Private View satirises the aesthetic movement of the late 19th century. Oscar Wilde speaks on his theories of beauty to a crowd of admirers, while John Everett Millais and Anthony Trollope ignore him.[1] Frith specialised in crowd scenes and literary illustrations and rejected Pre-Raphaelitism and the aesthetic movement, the two main artistic trends of English painting during Victoria's reign, making himself unpopular with many of his contemporaries. His career spanned the entire Victorian period, with his first public exhibit in 1838 and his last in 1902.[1]
2. ↑  Victoria's journal notes that while the infant Arthur did give Wellington a nosegay as shown, Wellington's gift for the prince was in fact a golden cup, not a casket.[3]